# Corriol anellat petit
El corriol petit, corriolet o corriolet xicotet (al País Valencià), picaplatges petit o tiroril·lo menut i passa-rius (a les Balears) (Charadrius dubius) és un ocell migrant i estival als Països Catalans, on és típic de les riberes nues i platges de còdols i bancs de sorra propers als rius. És pròpia d'Europa i Anatòlia que hiverna a l'Àfrica.

## Morfologia
Presenta un clar disseny sense marques patents a les ales. A la cua té una banda central fosca i marges blancs, tret ben visible en vol. Coloració bruna terrosa pel damunt i blanc pur pel dessota, mostra molt clarament la banda pectoral fosca i el collaret blanc. El cap té una careta negra que contrasta bé els anells oculars grocs (només visibles de prop o a la mà) i una barra negra al front que uneix la part davantera dels ulls, deixant una taca característica blanca just per sobre dels narius. Cames rosa pàl·lid o de color carn que el diferencien d'altres corriols, que les tenen grogues o negres. No presenta dimorfisme sexual.
En plomatge no nupcial és molt semblant al corriol gros. Llavors el dibuix del cap és absent i no mostra més que una cella difusa de to cremós.

## Ecologia
Prefereix indrets oberts, assolellats i a poder ser pedregosos o sorrencs. Abandona les àrees sorrenques si són progressivament envaïdes, any rere any, per la vegetació. Així doncs, des de les riuades del 1982 al Principat de Catalunya, algunes contrades fluvials de la meitat meridional de la Catalunya Central van veure llurs riberes (i la vegetació) colgades per tones de materials (graves, còdols, sorra) que van facilitar la recolonització de l'indret pel corriol petit (i altres espècies) a partir de l'any següent, generant una aparent expansió de l'espècie. Tanmateix, certs trams del Segre (la Cerdanya (on pot arribar a superar els 1000 m d'altura i l'Alt Urgell) i de la Ribera Salada (Solsonès) són les àrees on sempre ha criat.
A Mallorca se'l pot trobar a l'Albufera de Mallorca, l'Albufereta de Pollença i a les zones humides del migjorn; a Menorca se'l veu a les zones humides del nord, a l'Albufera d'Es Grau, a Son Bou, Salines Noves, Salines de la Concepció, Addaia, Lluriac, Binimel·là i Cala Pudent; a Eivissa és localitzable a Ses Feixes i Ses Salines, mentre que a Formentera només se'n té constància a Estanys.
Al País Valencià s'ha observat a la desembocadura del barranc de les Ovelles (l'Alacantí) i a la serra de les Àguiles (Montfort).
Tanmateix és un ocell que mostra volença pels indrets reproductors.
S'alimenta d'invertebrats aquàtics i del llot (aràcnids, mol·luscs, insectes i llurs larves).
Es comença a observar pel març, i per l'abril ja es veuen instal·lats en petites colònies, sempre properes al curs d'algun riu o bassa, formades per no gaires parelles. També se n'han localitzat criant parelles aïllades.
És molt conegut per les estratagemes que empra per a no donar a conèixer l'emplaçament del niu o dels pollets, com la de fingir-se ferit i caminar bo i arrossegant l'ala davant l'observador, al qual enganya fàcilment si no està advertit.
És molt cridaner i sorollós a l'època de cria. En el període anterior a la posta volen a baixa altura envoltant els visitants del territori, tot emetent uns xiulets sonors molt característics. Les cerimònies nupcials i de zel són molt espectaculars i van acompanyades de moltes manifestacions acústiques. No fa niu i pon els ous en una depressió del terreny, on, per la seua homocromia, romanen ben camuflats. Coven ambdós progenitors i, ocasionalment, s'ha observat dues postes anyals, tot i que normalment en fa una. Els joves són nidífugs i volen cap als vint-i-cinc dies.

## Etimologia
El nom del gènere Charadrius és una paraula llatina tardana per a un ocell groguenc esmentat a la Vulgata del segle IV. Deriva del grec antic «kharadrios», un ocell que es troba a les valls dels rius («kharadra» que significa “barranc”). L'específic «dubius» és llatí per a “dubtós”, ja que Sonnerat, escrivint el 1776, pensava que aquest ocell podria ser només una variant del corriol gros (Charadrius hiaticula).

## Subespècies
Es reconeixen tres subespècies:
- C. d. curonicus (Gmelin, 1789) - des d'Euràsia, l'Extrem Orient rus, el Japó, Corea, la Xina fins al nord d'Àfrica. Passa l'hivern al Sàhara, Sri Lanka, Indonèsia i la Xina.
- C. d. jerdoni (Legge, 1880) - des de l'Índia, Sri Lanka, Pakistan fins al sud-est asiàtic.
- C. d. dubius (Scopoli, 1786) - des de les Filipines, Nova Guinea fins a l'arxipèlag de Bismarck.